# フィールドワーク
フィールドワーク（英: field work）は、ある調査対象について学術研究をする際に、そのテーマに即した場所（現地）を実際に訪れ、その対象を直接観察し、関係者には聞き取り調査やアンケート調査を行い、そして現地での史料・資料の採取を行うなど、学術的に客観的な成果を挙げるための調査技法である。地学や地理学では巡検ともいう。

## 概要
フィールドワークは、日本語で現地調査（実地調査）ということがあるが、上記のような定義にしたがった調査技法を用いる場合は「フィールドワーク」との表記が一般的である。また、フィールドワークを行う調査者のことを「フィールドワーカー」、聞き取りやアンケートの対象者（情報提供者）のことを「インフォーマント」あるいは「話者」という。
フィールドワークは、学問的に客観的な成果を求める活動であるため、自身の見聞を広めるだけのいわゆる旅行や、学問的な手法に拠らずに未開・未踏の土地の実態を明らかにするだけの冒険とは一線を画する。
このように研究者が専門的に行うフィールドワークのほか、「自然の家」などと称される青少年育成機関が児童向けに行っている自然観察行事、海外での異文化体験なども広くフィールドワークと呼ばれることがある。
生物学系では実際の生態を観察できるため、生息する環境での生態や他の生物との関係など実験室の動物実験では再現が難しいデータを取得することができる。一方で実験室のように環境を画一化することが難しいため、データにばらつきが生じたり環境の変化や絶滅により調査自体が不可能となることも多い。現代の生物学では実験室で研究する者とフィールドワークを主体とする者に二分される。特に動物行動学はフィールドワークが重要となる分野である。
地学系では、「巡検」という名で市民対象の行事の一つとして行うことがある。多くは、鉱物採取や化石採取、地層観察などであるが、社会教育の一環として、化石友の会といった同好会や博物館などが主催している。参加者から見れば、趣味やレクリエーションの延長上の野外活動として位置づけている。
近年、フィールドワークという研究手法が広く発達・普及し、より包括的にその特性を捉えるのが困難になっているという兆候がみられる。また、「フィールドワーク」という用語が専門的な研究以外にも（やや安易に）用いられるようにもなった。そこで、「フィールドスタディ」（field study、複数形でstudiesとも）という表現も現れるようになった。

## 対象と方法

### 対象
フィールドワークの実施対象は多岐にわたる。人文諸科学における直接の対象は人（個人、集団、社会、民族、あるいは国家）であり、自然科学における対象はモノ（自然物など）である。ある特定の対象を研究する場合も、テーマや目的など、調査者の関心は多様でありうる。
人文諸科学において、フィールドワークを実施する対象地は、こうした調査者の関心の多様さを反映している。文化人類学の典型的なイメージともいえる「未踏の地で生活する先住民」といった、調査者にとってはまったくの異文化である海外の少数民族社会であることもあれば、調査者にとっての生活圏内であることもある。その例として、前者であればトロブリアンド諸島を対象としたマリノフスキーの研究『西太平洋の遠洋航海者』があり、後者には暴走族を調査対象とした佐藤郁哉の研究『暴走族のエスノグラフィー』やヤコブ・ラズの『ヤクザの文化人類学』などがある。
自然科学の分野では、対象となる動植物の生息地や地層が露出している場所に赴くことになるが、現地の住民も訪れない僻地や砂漠や極地など人間の生存に適さない場所も多く、調査には多額の資金が必要となる。かつてはチャールズ・ダーウィンやプロスペル・ガルノーなどの生物学や博物学に興味を持つ医師が、世界各地に向かう調査団や捕鯨船に船医兼科学者として同行し、寄港地で動植物の調査・収集を行うのが主体だった。現代では研究者が研究のために向かうのが一般的である。記録を取るために屋外での使用に適した野帳と呼ばれるノートを使用することが多い。

### 方法
- 調査者（フィールドワーカー）
当該対象の調査を実施するフィールドワーカーは、個人で調査地に赴く場合もあれば、一大調査団を結成して現地に調査本部を立ち上げるような大規模なものもある。マリノフスキーやエヴァンス・プリチャード[4]、レイモンド・ファース[5]らの文化人類学の古典的研究は、前者の代表的な例である。一方、後者の例としては、1950年に8つ（翌年には9つ）の学会が連合して行った対馬学術調査団[6]などがある。
地域によっては英語や公用語も通じないことがあり、現地語の習得かガイドの雇用が必須となる場合が多い[1]。異文化社会の調査では現地語での会話力や読解力が乏しい場合、下記の文献調査や聞き取り調査で重大な支障を招くことがある。
調査期間も、日帰りから数年に及ぶ長期滞在型まで幅広い。社会人類学者の中根千枝は、異文化社会のフィールドワークの場合、その社会における発達段階を把握するため、そして、その社会で起こるイベント（出来事、祭礼、儀式など）を調査者が見逃す場合があるため、最低2年の現地滞在が必要であると指摘している[7]。
- 文献調査
現地での調査に先立って、書斎や研究室内で行われる文献研究・文献調査もフィールドワークの重要な部分である。予備的に調査対象の概要を把握しておくためである[8]。
実際に現地を訪れて収集した情報（古文書などの文献史料）の検討や評価にあたっては、その文献の所有者からの聞き取りによって、付随的な情報を収集しておくことも重要である。それ以外にも、現地における文献収集として、地方出版物や地方新聞・現地語新聞のバックナンバーなどを現地の図書館などで収集する活動も含まれる。
- アンケート調査

- 参与観察

- 聞き取り調査
現地での聞き取り調査では、当該地域における有力者や、土地の事情に詳しい人（事情通）、生物系では存在する場所や見かけなくなった時期などの目撃情報[1]が有力なインフォーマントになる可能性は高い。ただし、客観性に耐えうる情報を収集する場合には、彼らによって提供される情報の精査（時系列的な正確性やインフォーマントの主観的意見との峻別など）が必要である。これらの人々に限らず、フィールドワークにおいて、いかに良質の情報提供者や調査協力者を確保できるかは、時としてその調査の成否を大きく左右する[9]。なお、聞き取りについてはインタビューの項を参照。
- 調査報告書
フィールドワークの主要な成果は、それにもとづいて完成された報告書（一例として民族誌など）によって問われることになる。
- 実験・捕獲
生物系では調査のため、デコイとカメラを仕掛けて反応を記録したり罠を張って捕獲するなど、直接行動が取られることもある[1]。捕獲した対象をサンプルとして回収することも多い。地学系ではボーリングによる調査が行われる。
- スケッチ・映像記録
民族衣装や生物の痕跡などを記録することも行われる。生物系では存在や動作の客観的な証拠となるため重要である[1]。かつてはスケッチに頼っていたが、現代ではカメラによる映像記録が使われ、マルチコプターなども使用される。

### 関連する学問分野
- 人文科学
社会学、民俗学、文化人類学（社会人類学）、歴史学、考古学、人文地理学など
- 自然科学
地質学、古生物学、地形学、水文学、自然地理学、生態学、動物行動学、人類学など
- 医学
風土病、法医昆虫学、公衆衛生学などではフィールドワークが必要となる。
- 南極大陸には各国が南極観測隊を送り込んでおり、自然科学の各分野についてフィールドワークが行われている。
- 経済学や文学などでフィールドワークが重視され、広範な分野の学問にこの技法が導入されるようになった[10]。